# Radio Disney
Radio Disney was een radionetwerk, gestationeerd in Dallas, Texas in de Verenigde Staten, dat muziek uitzendt voor kinderen. Het was onderdeel van The Walt Disney Company. Het netwerk startte op 18 november 1996 met uitzenden en werd op 14 april 2021 opgeheven.

## Programmering

### Muziek
Muziek bevatte vooral liedjes van Disney Channel stars maar ook reguliere top 40 muziek. Disney Channel star liedjes zoals de muziek van "Anastasia Morgan" Camp Rock, Hannah Montana, High School Musical, High School Musical 2 en High School Musical 3: Senior Year worden gedraaid. Vanessa Hudgens, Ashley Tisdale, Demi Lovato, Aly & AJ, Jordan Pruitt, Keke Palmer, Emily Osment, Everlife, B5, Jesse McCartney, Lucas Grabeel, The Cheetah Girls, Mitchel Musso, Miley Cyrus, Corbin Bleu, Raven Symone, Jonas Brothers, Miranda Cosgrove, Justin Bieber, Taio Cruz & Hilary Duff worden samen met meer artiesten gedraaid op Radio Disney.

### Programma's
- Sound File
- The Insider
- 60 Seconds With...
- Radio Disney Review
- Playback
- Code Word of the Day
- Snipp it Clip
- The Radio Disney Top 30 Countdown
- Connect Family
- Music Mailbag
- Radio Rewind
- Hogwarts or Hogwash
- ncubator
- Planet Premiere
- Celebrity take With Jake
- Your Music, Your Way a.k.a Your Music & Your Stars, Your Way
- Family Portrait

- ABC News For Kids
- ABC Notebook
- Aptitude Dude
- Backwards Bop
- Battle Of The Cities
- Bumbling Bill’s Safety Spotlight
- Dr. Thinkenstein: RAD Scientist
- Frequency Jam
- Grandma Nature
- Gross Me Out
- Karaoke
- Let's Make A Deal
- Theatre Of The B-zarre
- The Adventures of Bud and Iggy
- The State Game

## Albums

### Beschikbare Radio Disney CDs
- Radio Disney Holiday Jams (Volumes 1 & 2)
- Radio Disney Jams series (Volumes 1 - 12)
- Radio Disney Jingle Jams (Series 2004 & 2005)
- Radio Disney Karaoke Series (Volumes 1 & 2)
- Radio Disney Move It
- Radio Disney Party Jams
- Radio Disney Pop Dreamers
- Radio Disney Ultimate Jams